# Morane Sandraz
Morane Sandraz (Salency, 17 febbraio 1991) è un'ex sciatrice alpina francese.

## Biografia
Attiva in gare FIS dall'agosto del 2006, la Sandraz ha esordito in Coppa Europa il 19 gennaio 2009 a Courchevel in slalom gigante, senza concludere la gara; ha disputato una sola gara in Coppa del Mondo, lo slalom gigante di Kühtai del 28 dicembre 2014, che non ha completato. Il 6 gennaio 2015 ha ottenuto a Zinal in slalom gigante il suo unico podio in Coppa Europa (3ª) e il 3 febbraio 2017 ha disputato la sua ultima gara nel circuito, senza completare lo slalom gigante disputato a Châtel; si è ritirata durante la stagione 2017-2018 e la sua ultima gara in carriera  è stata uno slalom gigante FIS disputato a Font-Romeu il 19 dicembre, chiuso dalla Sandraz al 2º posto. Non ha preso parte a rassegne olimpiche o iridate.

## Palmarès

### Coppa Europa
- Miglior piazzamento in classifica generale: 23ª nel 2015
- 1 podio:
  - 1 terzo posto

### South American Cup
- Miglior piazzamento in classifica generale: 10ª nel 2010
- 3 podi:
  - 2 vittorie
  - 1 terzo posto

#### South American Cup - vittorie
| Data          | Località             | Paese     | Specialità |
| ------------- | -------------------- | --------- | ---------- |
| 7 agosto 2010 | Ushuaia Cerro Castor | Argentina | GS         |
| 2 agosto 2011 | Ushuaia Cerro Castor | Argentina | GS         |

Legenda:

GS = slalom gigante

### Campionati francesi
- 1 medaglia:
  - 1 argento (slalom parallelo nel 2016)